# Budoucnost nejistá
Budoucnost nejistá (v anglickém originálu How I Live Now) je kanadsko-britský romantický dramatický film z roku 2013 natočený podle stejnojmenného románu How I Live Now Meg Rosoffové z roku 2004. Režíroval ho Kevin Macdonald, scénář napsali Tony Grisoni, Jeremy Brock a Penelope Skinner. Film se soustředí na americkou teenagerku Daisy a její britské bratrance Eddieho, Isaaca a Piper, kteří se snaží znovu setkat během apokalyptické jaderné války.

## Příběh
Patnáctiletá Daisy to nemá v životě jednoduché, má deprese a sebepoškozuje se. Rodiče ji pošlou na anglický venkov, kde by mohla načerpat nové síly. Na venkově se jí zpočátku nelíbí, ale po nějaké době na zdejší svět změní názor. Navíc se zamiluje do svého bratrance Edmunda. Do místní mladistvé party ale stále nezapadá. Celý její život se ale zhroutí, jakmile začne v Evropě jaderná válka. Ze všeho hezkého a špatného se nyní stal pouze boj o přežití.

## Obsazení
- Saoirse Ronan jako Daisy
- George MacKay jako Eddie
- Tom Holland jako Isaac
- Harley Bird jako Piper
- Anna Chancellor jako teta Penn
- Danny McEvoy jako Joe
- Corey Johnson jako konzulární úředník
- Darren Morfitt jako seržant
- Jonathan Rugman jako televizní reportérka
- Stella Gonet jako paní McEvoyová
- Des McAleer jako starosta McEvoy

## Produkce
Film vznikl v produkci společností Cowboy Films (která produkovala filmy Poslední skotský král a Černé moře) a Passion Pictures za podpory Film4 a BFI. Natáčení začalo v červnu 2012 v Anglii a Walesu.

## Vydání
Snímek měl premiéru na Mezinárodním filmovém festivalu v Torontu v roce 2013, ve Velké Británii byl uveden 4. října 2013.

## Ocenění
| Název                               | Rok  | Kategorie                                  | Oceněný/á       | Výsledek  |
| ----------------------------------- | ---- | ------------------------------------------ | --------------- | --------- |
| Adelaide Film Festival              | 2013 | Mezinárodní cena za nejlepší hraný film    | Kevin Macdonald | Nominace  |
| British Independent Film Awards     | 2013 | Nejlepší herečka                           | Saoirse Ronan   | Nominace  |
| British Independent Film Awards     | 2013 | Nejslibnější nováček                       | Harley Bird     | Nominace  |
| Chicago International Film Festival | 2013 | Cena diváků                                | Kevin Macdonald | Nominace  |
| London Critics Circle Film Awards   | 2014 | Mladý britský interpret roku               | Saoirse Ronan   | Nominace  |
| London Critics Circle Film Awards   | 2014 | Mladý britský interpret roku               | George MacKay   | Nominated |
| Richard Attenborough Film Awards    | 2014 | Průlomová cena                             | George MacKay   | Výhra     |
| Cena Saturn                         | 2014 | Nejlepší mezinárodní film (Velká Británie) | How I Live Now  | Nominace  |
| Cena Saturn                         | 2014 | Nejlepší výkon mladšího herce              | Saoirse Ronan   | Nominace  |